# Bonboniéra (povídka)
Bonboniéra (anglicky The Chocolate Box) je krátká povídka Agathy Christie, kdy Hercule Poirot povídá kapitánu Hastingsovi o svém případu z dob, kdy ještě působil v řadách belgické policie.
Prvně byla tato povídka samostatně publikována v magazínu The Sketch v květnu roku 1923 ve Spojeném království. Povídka vyšla také ve Spojených státech v The Blue Book Magazine v únoru 1925. Ve Spojeném království byl příběh nakonec antologizován ve sbírce Poirot's Early Cases, která vyšla v roce 1974.

## Děj
(obsahuje vyzrazení zápletky)

Agatha Christie, autorka povídky

Hastings na začátku této povídky vyjadřuje své přesvědčení, že Poirot nikdy za svou kariéru neudělal chybu. Poirot však s tímto tvrzením nesouhlasí a začne se vracet k jednomu zločinu, vraždě politika, který se pokoušel neoficiálně vyřešit za doby, kdy byl ještě policejním detektivem v Bruselu.
Mademoiselle Mesnardová osloví Poirota, aby prošetřil úmrtí Paula Déroularda, poslance, hlasitého antikatolíka, potencionálního ministra vlády v době sporů o odluku církve od státu a též manžela její zesnulé sestřenice, který zemřel na selhání srdce. Ten žil ve velkém domě se svým služebnictvem a jeho starou nemocnou pobožnou matkou. Virginie Mesnardová byla přesvědčená, že jeho smrt nebyla přirozená…
Virginie uvádí Poirota do domu Déroulardových, kde začíná zpovídat služebnictvo ohledně jídla servírovaného večer, kdy monsieur Déroulard zemřel. Domnívá se, že by mohlo jít o otravu jedem, každopádně všichni jedli to samé. V pracovně nalezne Poirot plnou – avšak otevřenou – bonboniéru. Monsieur Déroulard nemiloval nic jako právě čokoládové pralinky. Protože čokolády jedl pouze Déroulard, nová krabice ještě neměla být otevřena. Tu starou přinese komorník. Poirot si všimne, že víčka krabic, jedné modré a druhé růžové, jsou prohozená. Detektiv pátrá dál, stopy ho přivádí ke jménu pana de Saint Alarda, který byl v podvečer smrti též přítomný v domě Déroulardových a mezi ním a monsieur Déroulardem došlo k rozepři na téma církve a politiky.
Matka zemřelého, Madame Déroulardová, si předvolává detektiva. Když se dozví, že Poirot je policista, který ukončil vyšetřování, přizná se k vraždě svého syna. Před několika lety ho viděla strkat svou ženu ze schodů a uvědomila si: „Byl to zlý muž“. Ze strachu z pronásledování, které nová role jejího syna v politice přinese církvi, a pro jeho přístup k nevinné Virginii se rozhodla svého syna zabít. Otevřela novou bonboniéru ještě předtím, než viděla, že předchozí krabice není dojedená. Po vložení asi 20 malých tablet na snížení krevního tlaku do jedné čokolády využila příležitosti a vložila prázdnou lahvičku od léku do kapsy pana de Saint Alarda, když se přišel rozloučit, v domnění, že ji jeho komorník vyhodí.
Když se Poirot dozvěděl, jak to opravdu ve skutečnosti bylo, řekl paní Déroulardové: „mám tu čest vám popřát hezký zbytek dne. Vyšetřování jsem provedl – a neuspěl. Případ je uzavřen.“
Madame Déroulardová zemřela o týden později na své zdravotní potíže. Jen její špatný zrak způsobil, že došlo k záměně vík bonboniér.

## Postavy
V povídce je zmíněno dohromady dvanáct postav, avšak v celém textu je uvedena řeč a nebo myšlenky pouze sedmi z nich. 

### Hlavní postavy
- Hercule Poirot
- Paul Déroulard
- Madame Déroulardová
- Virginie Mesnardová
- Monsieur de Saint-Alard

## Styl díla
Jedná se o umělecký styl s vyprávěcím, popisným a charakterizačním postupem, kdy opravdu záleží na každém detailu. Žánrově se Bonboniéra začleňuje mezi detektivní povídky. Výraznou postavou a středobodem myšlenkových proudů je detektiv Poirot, který při svém vyšetřování, respektive vyprávění retrospektivy jednoho dávného případu, používá kultivovaný projev spisovného jazyka s neutrálními výrazy společně s termíny týkající se jeho vyšetřování a okolností smrti oběti.
V povídce se vyskytují dva vypravěči. Prvním je kapitán Hastings, který se objevuje pouze na začátku a na konci povídky a Hercule Poirot, jenž je vypravěčem celé části o případu vraždy. Změna vypravěče je patrná z kontextu, rozdíl mezi Poirotem a Hastingsem je takový, že Poirot je jediný, kdo odhaluje, že došlo k nějaké řečové interakci (jedná se o jeho vzpomínku na případ), což vysvětluje jeho kontrolu nad vzájemným působením některých postav a vývojem příběhu. Hastings pak pouze prezentuje události tak, jak jsou, bez interakce s jinými postavami kromě svého přítele Poirota.
V příběhu můžeme pozorovat, jak spisovatelka manipuluje čtenářem do poslední chvíle a nechává je v napětí. Jako příklad lze uvést pasáž, kdy Poirot našel bonboniéru, ale přesně neporozuměl její důležitosti: "Oči mi padly na velkou krabici čokoládových bonbonů, ležící na stolku opodál, a srdce mi poskočilo. Možná to se smrtí monsieur Déroularda nesouviselo, ale alespoň šlo o něco, co obvyklé nebylo." 

## Adaptace
Literární detektivní povídka Bonboniéra posloužila jako předloha pro scénář stejnojmenné epizody televizního seriálu Hercule Poirot (v originálním znění Agatha Christie's Poirot) prvně vysílaném v roce 1993. V hlavní roli se objevil David Suchet. Dále v epizodě účinkovali Philip Jackson, Anna Chancellor nebo Jonathan Hackett.
Zatímco v literární předloze vystupuje po boku detektiva Poirota kapitán Hastings, v seriálové epizodě doprovází Poirota šéfinspektor Japp.